# Rio Elbow
O Rio Elbow se localiza no sul da província de Alberta no Canadá passando pela cidade de Calgary.